# Scoubidou

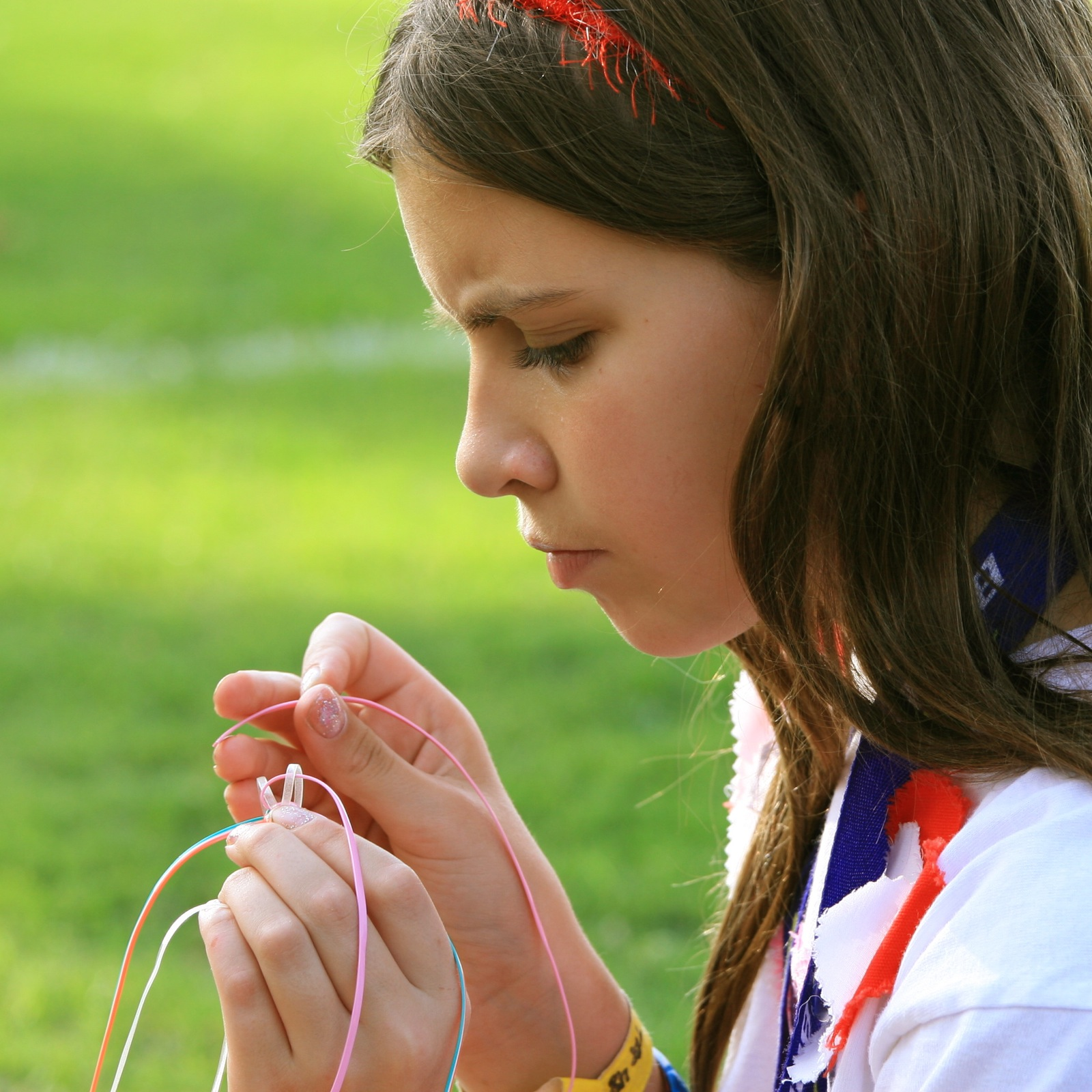
Una giovane scout mentre realizza uno scoubidou

Lo scoubidou è l'arte e il passatempo di intrecciare fili colorati, per ottenerne dei piccoli oggetti, solitamente usati come portachiavi, braccialetti, collane o altri ornamenti. L'oggetto così realizzato prende a sua volta il nome di scoubidou.

## Storia
Diversi inventori rivendicano la paternità di questo oggetto. L'origine della treccia a quattro fili è molto antica, in particolare nella marina nautica, ma la novità che ha dato origine al moderno scoubidou è stata quella di realizzare questa treccia con il materiale plastico colorato usato originariamente per isolare i fili elettrici, arrivato sul mercato negli anni '50 del XX secolo, in sostituzione del cartone catramato precedentemente usato come isolante.
Il termine è di origine francese, e prende presumibilmente il nome dall'omonima canzone del 1958 di Sacha Distel, che a sua volta deriva dallo scat « shoo-bee-doo-be-doo »
Nel 1989 anche la Mulino Bianco realizzò a scopo promozionale la sua versione in formato sorpresina, successivamente la ripropose in versione tricolore Italia '90.

## Realizzazione

### Materiale

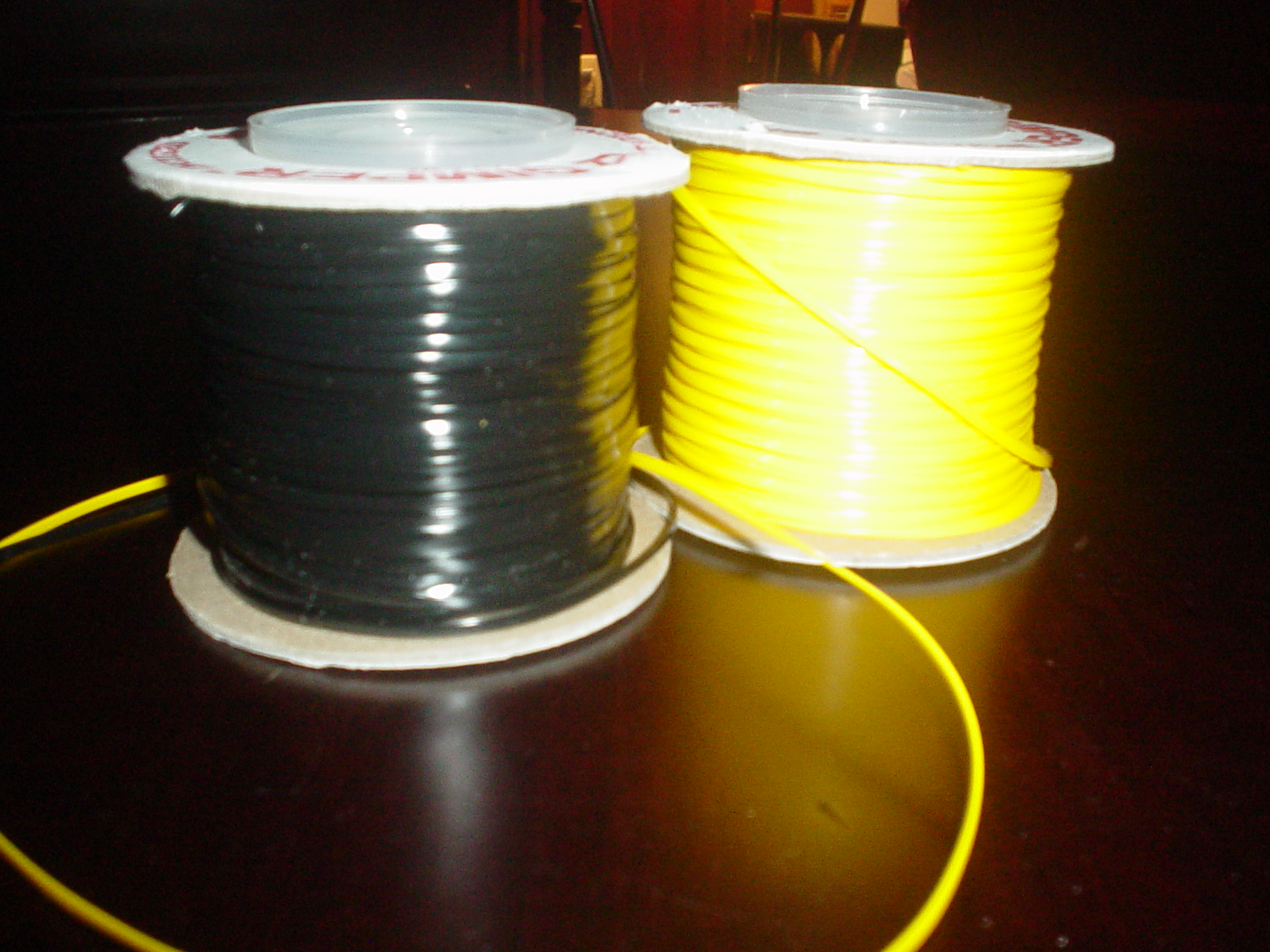
Rotoli di fili in plastica per scoubidou

Per creare uno scoubidou si utilizzano:
- Due fili colorati o più, eccetto per quello a palla (pugno di scimmia), per la cui realizzazione occorre soltanto un filo. La loro lunghezza varia a seconda di come si vuole quella dello scoubidou da creare, e non c'è nessun limite a questa, sempre eccezion fatta per quello a palla, sebbene di solito sia tra i 50 cm e un metro. I fili possono essere di cuoio, di stoffa, di plastica o di gomma con una grandissima varietà di colori. Inoltre per lo scoubidou a palla si utilizza solitamente una biglia di vetro, di plastica o di legno per mantenerne la forma,
- un paio di forbici per tagliare i fili,
- un accendino solitamente utilizzato per bruciare le estremità dei fili.

### Tecniche

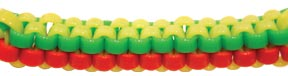
Scoubidou quadrato

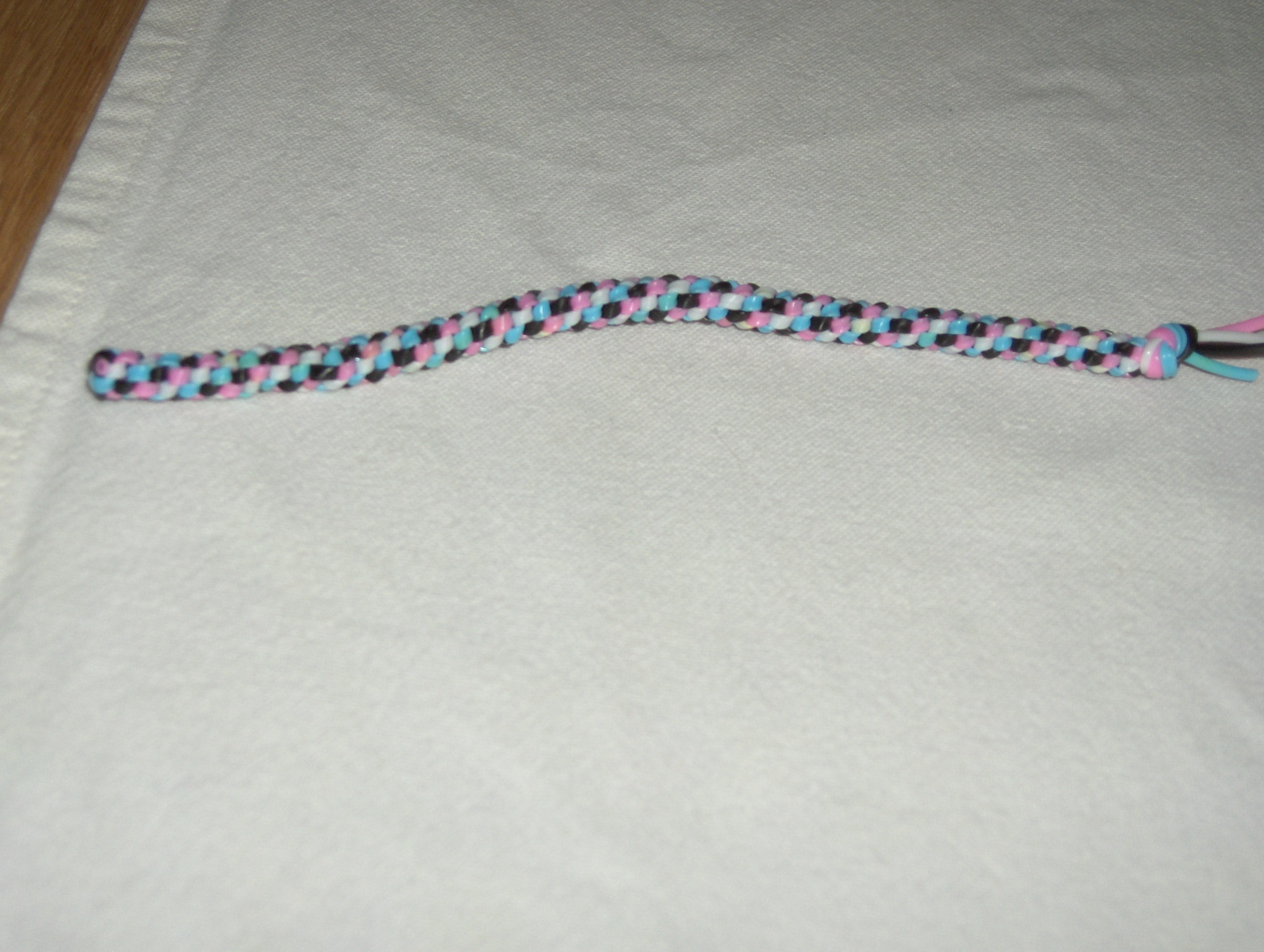
Scoubidou rotondo

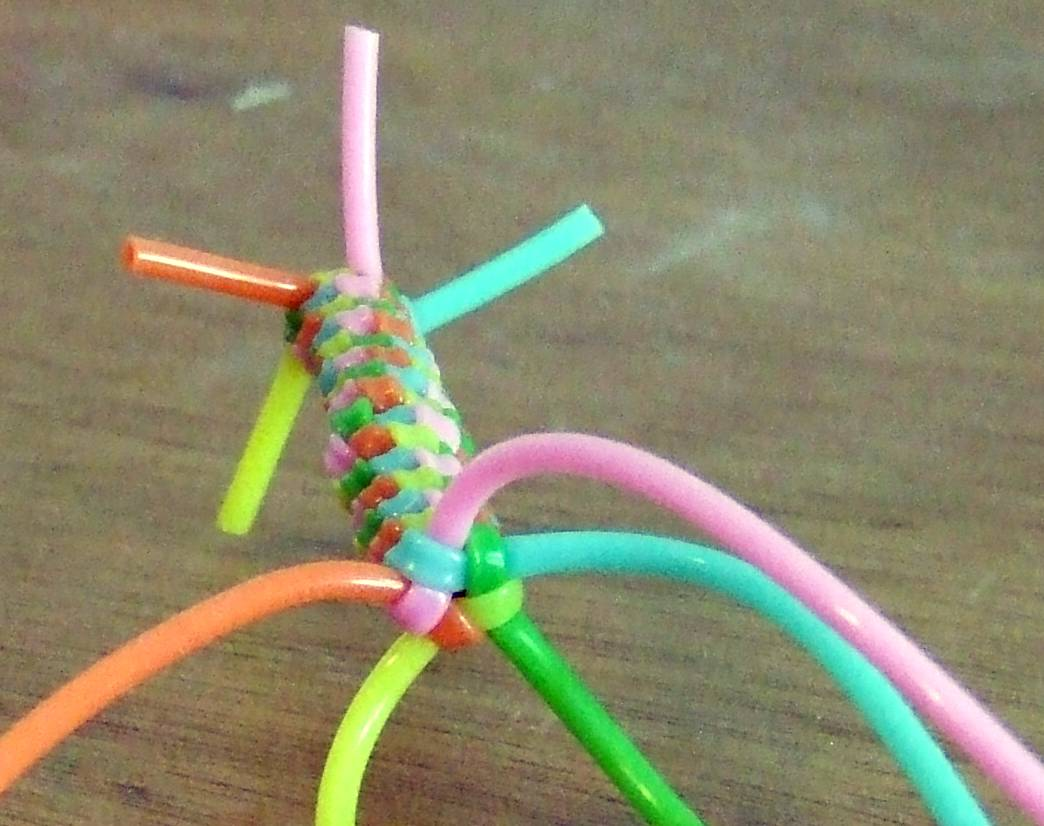
Scoubidou a 5 fili

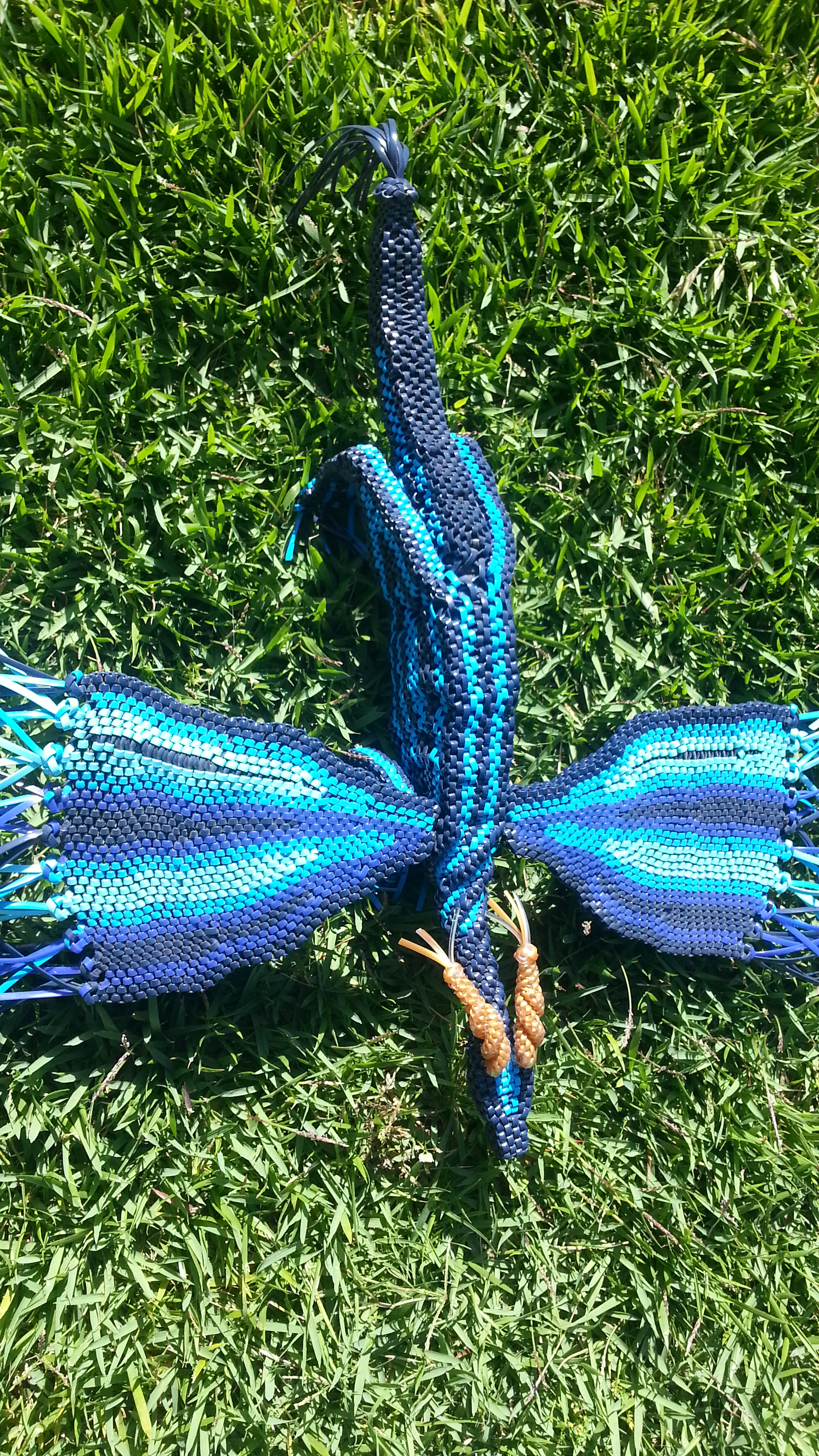
Scoubidou artistico, formato da più di 60 fili

Gli scoubidou sono formati da una continua ripetizione di un nodo tra i fili. A seconda del tipo di nodo che si ripete, essi assumono diverse forme, e quindi diverse denominazioni:
- Quadrato, formato con quattro fili (due se si utilizza il cappio)
- Rotondo, formato con quattro fili (due se si utilizza il cappio)
- Piatto, formato con quattro fili (due se si utilizza il cappio)
- Spirale o incrociato o elica o DNA, formato con sei fili che si intrecciano in modo simile a quello quadrato con sei capi (3 se si utilizza il cappio)
- Palla o pallina o gomitolo, formato da un filo piuttosto lungo che viene solitamente intrecciato attorno ad una biglia attraverso il cosiddetto nodo a pugno di scimmia.

Da questi principali tipi se ne evolvono numerosi altri.
Per esempio sulla stessa struttura del quadrato si basano:
- Rettangolo, formato da sei fili, con due da un lato e quattro dall'altro
- Doppio rettangolo, formato da dodici fili, quattro da un lato e otto dall'altro
- Doppio quadrato, formato da otto fili, di dimensioni doppie rispetto al quadrato
- Triplo quadrato, formato da sedici fili, di dimensioni triple rispetto al quadrato

Sulla stessa struttura del piatto si basano:
- Doppio piatto, formato da otto fili, di dimensioni doppie rispetto al piatto

Sulla stessa struttura della spirale si basano:
- Doppio spirale, formato da otto fili, di dimensioni doppie rispetto alla spirale
- Spirale a 6 cordoncini
- Spirale a 8 cordoncini
- Tornado a 6 cordoncini
- Tornado a 8 cordoncini

Infine dalle diverse combinazioni tra nodi del tipo del quadrato, rotondo, piatto e spirale nasce quello Misto.

### Chiusura
Per "chiudere" uno scoubidou, ossia fare in modo che i fili non si snodino una volta finito, solitamente si accorciano i fili rimasti e poi si brucia la loro estremità con il fuoco di un accendino; oppure si può più semplicemente fare un nodo finale, tagliando le parti dei fili in eccesso.
Oppure si possono fare i nodi di sigillo: facendo filo con filo, prendere i fili, fare il nodo e di nuovo filo con filo.